# Brons gåta
Brons gåta (engelska: The Problem of Thor Bridge) är en av Sir Arthur Conan Doyles 56 noveller om detektiven Sherlock Holmes. Novellen publicerades ursprungligen 1922 och ingår i novellsamlingen The Case-Book of Sherlock Holmes.

## Handling
En förmögen amerikan, Neil Gibson, söker upp Holmes. Han vill att Holmes undersöker mordet på hans hustru Maria för att rentvå barnens guvernant, Grace Dunbar, som är misstänkt. Gibson är övertygad om att Grace Dunbar inte kan ha begått mordet. 
Maria Gibson hittades på Thor Bridge, skjuten rakt igenom hjärnan. I handen kramade hon en lapp skriven av miss Dunbar där det stod att de båda skulle mötas. En nyligen avfyrad revolver med rätt kaliber påträffades i miss Dunbars garderob. 
Allt verkar peka på miss Dunbar. Gibson hade sagt att han gärna skulle ha äktat henne om det stod i hans makt. Han var mycket missnöjd med sitt äktenskap och attraherad av Grace Dunbar. Polisen tror att motivet för mordet var att Grace Dunbar ville röja Maria Gibson ur vägen för att själv kunna gifta sig med mister Gibson. 
Holmes bevisar emellertid att mordet i själva verket är ett självmord och att miss Dunbar är oskyldig.

## Filmatisering
Novellen har filmatiserats 1991 med Jeremy Brett i huvudrollen.